# Volkovija (Brvenica)
Volkovija (macedónul: Волковија) település Észak-Macedóniában, a Pologi körzet Brvenicai járásában.

## Népesség
| Lakosok száma | 766  | 777  | 601  | 399  | 311  | 262  | 269  | 270  | 188  |
|               | 1948 | 1953 | 1961 | 1971 | 1981 | 1991 | 1994 | 2002 | 2021 |

2002-ben 270 lakosa volt, akik mindannyian macedónok.